# Prasonicella
Genre
Prasonicella est un genre d'araignées aranéomorphes de la famille des Araneidae.

## Distribution
Les espèces de ce genre se rencontrent à Madagascar et aux Seychelles.

## Liste des espèces
Selon World Spider Catalog (version 17.0, 26/03/2016) :
- Prasonicella cavipalpis Grasshoff, 1971
- Prasonicella marsa Roberts, 1983

## Publication originale
- Grasshoff, 1971 : Die Tribus Mangorini, IV. Die Mangora-Gruppe (Arachnida: Araneae: Araneidae-Araneinae). Senckenbergiana biologica, vol. 52, p. 293-311.